# 催率圭
催 率圭（チェ・ソルギュ、英語: Choi Sol-gyu、朝鮮語: 최솔규、1995年8月5日 - ）は、大韓民国の男子バドミントン選手。アジアジュニア選手権の2連覇者。

## 経歴
混合ダブルスでは、ジュニア時代から蔡侑玎とペアを組む。2012年のアジアジュニア選手権の混合ダブルスでは、決勝で劉雨辰 / 黄東萍を破り優勝。2013年の同大会でも、決勝で後の東京五輪金メダリストの王懿律 / 黄東萍を破って2連覇を果たした。
シニアレベルでは、男子ダブルスで2歳歳下の徐承宰とペアを組み、世界ランクの最高位は7位。
2019年の香港オープンでは、初戦で世界ランク4位の嘉村健士 / 園田啓悟をストレートで破り、準決勝では世界ランク6位の遠藤大由 / 渡辺勇大を破る。決勝では、世界ランク2位のモハマド・アッサン / ヘンドラ・セティアワンを破り、ノーシードから優勝する結果となった。
2022年からは4歳歳下の金元昊とペアを組む。
同年のインドネシア・オープンで準優勝。
2023年のドイツ・オープンで優勝。
同年のアジア競技大会では、2回戦で梁偉鏗 / 王昶を破り、準決勝で東京五輪金メダリストの李洋 / 王齊麟を破って銀メダルを獲得した。